# Edward Wóltański
Edward Wóltański (ur. 13 grudnia 1953 w Kraśniku Fabrycznym) – polski działacz polityczny, dziennikarz i plastyk, działacz opozycyjny w PRL.

## Życiorys
W 1973 ukończył Państwowe Liceum Sztuk Plastycznych w Lublinie, potem przez rok studiował kierunek trenerski na Akademii Wychowania Fizycznego we Wrocławiu (studia przerwał z powodu sytuacji materialnej). Następnie od 1974 do 1981 plastyk w Zakładach Górniczych „Rudna” w Polkowicach, w 1978 Związek Polskich Artystów Plastyków przyznał mu osobistą pracownię plastyczną. Od 1978 do 1981 zaangażowany w kolportaż wydawnictw niezależnych, zaś od września 1980 członek Zakładowej Komisji Robotniczej NSZZ „Solidarność” i organizator solidarnościowego radia. W grudniu 1981 uczestniczył w komitecie strajkowym w miejscu pracy, następnie po jego rozbiciu pozostawał w ukryciu. Aresztowano go 28 grudnia 1981, dwa miesiące później skazany na 1,5 roku pozbawienia wolności w zawieszeniu na 3 lata. Zajął się organizacją pomocy dla rodzin represjonowanych, od 1982 do 1988 prowadził własną działalność gospodarczą z branży artystycznej. 
Internowany w okresie od 6 września do 14 grudnia 1982 (kolejno w ośrodkach odosobnienia w Nysie, Strzelinie i Grodkowie), ponownie aresztowany od 23 kwietnia do 24 czerwca 1983 w areszcie śledczym we Wrocławiu. Przez osiem lat w ukryciu przy swojej pracowni prowadził podziemny punkt druku. Zajmował się tworzeniem wydawnictw okolicznościowych, obrazów i transparentów związanych z „Solidarnością”, powielaniem prasy podziemnej, a także odbitek zdjęć przedstawiających zbrodnię lubińską. Od 1982 kolporter podziemnej prasy do Lubina, organizował seanse podziemnych filmów i bibliotekę podziemnych wydawnictw. W tym samym roku został koordynatorem Solidarności Walczącej w Zagłębiu Miedziowym i jej łącznikiem z wrocławskimi strukturami. Współpracował jako reprezentant regionu z Arcybiskupim Komitecie Charytatywnym we Wrocławiu, kierował duszpasterstwem ludzi pracy przy parafii św. Maksymiliana Marii Kolbe w Lubinie. Pomiędzy 1987 a 1989 był redaktorem i wydawcą (wspólnie z Wojciechem i Jackiem Swakoniem) „Gazety Lubińskiej”. Przez sześć lat rozpracowywany przez Wydział V Wojewódzkiego Urzędu Spraw Wewnętrznych w Legnicy.
W 1989 sprzeciwiał się obradom Okrągłego Stołu i organizacji wyborów 4 czerwca, opowiadał się za przeprowadzeniem demokratycznych wyborów wewnątrz „Solidarności”. Pozostał zaangażowany politycznie, działał na rzecz jednomandatowych okręgów wyborczych. Działał w Partii Wolności, w wyborach w 1991 kandydował z jej listy do Sejmu w okręgu jeleniogórsko-legnickim. W wyborach w 1997 otwierał legnicką listę okręgową Ruchu Odbudowy Polski. Pomiędzy 1989 a 1992 dziennikarz „Głosu Wielkopolskiego”, w kolejnych latach przedstawiciel handlowy wydawnictwa Editions Spotkania, właściciel księgarni, specjalista ds. zamówień publicznych w Zarządzie Gospodarki Miejskiej w Lubinie, a potem specjalista ds. logistyki. Został też członkiem komisji rewizyjnej stowarzyszenia Solidarność Walcząca.

## Odznaczenia i wyróżnienia
Odznaczony Krzyżem Oficerskim Orderu Odrodzenia Polski (2006) oraz Krzyżem Wolności i Solidarności (2016), w 2009 wyróżniony Nagrodą miasta Lubina.